# Elezioni presidenziali in Austria del 2004
Le elezioni presidenziali in Austria del 2004 si tennero il 25 aprile. Esse videro contrapposti due candidati: Heinz Fischer, esponente del Partito Socialdemocratico d'Austria, e Benita Ferrero-Waldner, appoggiata dal Partito Popolare Austriaco.

## Risultati
| Heinz Fischer          | Partito Socialdemocratico d'Austria | 2 166 690 | 52,39 |  |  |  |  |  |
| Benita Ferrero-Waldner | Partito Popolare Austriaco          | 1 969 326 | 47,61 |  |  |  |  |  |
| Totale                 | Totale                              | 4 136 016 | 100   |  |  |  |  |  |
|                        |                                     |           |       |  |  |  |  |  |
| Voti non validi        | Voti non validi                     | 182 423   | 4,22  |  |  |  |  |  |
| Votanti                | Votanti                             | 4 318 439 |       |  |  |  |  |  |